# TSV Wankendorf
Der TSV Wankendorf (offiziell: Turn- und Sportverein Wankendorf von 1906 e.V.) ist ein Sportverein aus der Gemeinde Wankendorf im Kreis Plön in Schleswig-Holstein. Der Verein besitzt unter anderem Sparten für Fußball, Handball, Badminton und Tischtennis.

## Vereinsgeschichte
Der am 17. Oktober 1906 gegründete Männer-Turnvereins Wankendorf wurde 1920 in Turn- und Sportverein Wankendorf umbenannt. Der aus einer Abspaltung in den 1920er Jahren hervorgegangene Verein Rasensport Wankendorf ging 1927 wieder im TSV Wankendorf auf.

## Fußballabteilung
Von 2003 bis 2017 spielte die Herrenmannschaft des TSV Wankendorf  bis auf eine Ausnahme in der zweithöchsten schleswig-holsteinischen Amateurklasse, die bis 2008 Bezirksoberliga und seitdem Verbandsliga hieß. Lediglich in der Saison 2011/12 spielte der Verein in der Kreisliga Neumünster, der damals dritthöchsten Amateurklasse.
Als Meister der Verbandsliga Süd-West stieg der TSV Wankendorf 2017 in die Oberliga Schleswig-Holstein, die höchste schleswig-holsteinischen Amateurklasse auf. Mit nur vier Punkten stieg der Verein am Ende der Saison 2017/18 als Tabellenletzter sofort wieder ab.
Es folgte die Saison 2018/19 in der Landesliga Holstein, aus der der TSV Wankendorf erneut als Tabellenletzter abstieg. Zur Saison 2019/20 ging der Verein eine Fußballspielgemeinschaft mit dem TSV Quellenhaupt Bornhöved und dem SV Schmalensee ein, die unter dem Namen FSG Saxonia in der Saison 2019/20 in der Verbandsliga Ost antrat.